# Comuna Uzdîțea, Hluhiv
Uzdîțea (în ucraineană Уздиця) este o comună în raionul Hluhiv, regiunea Sumî, Ucraina, formată din satele Uzdîțea (reședința) și Viktorove.

## Demografie
Componența lingvistică a comunei Uzdîțea
     Ucraineană (97,31%)
     Rusă (2,69%)
Conform recensământului din 2001, majoritatea populației comunei Uzdîțea era vorbitoare de ucraineană (97,31%), existând în minoritate și vorbitori de rusă (2,69%).